# Lennart Skoglund
Karl Lennart "Nacka" Skoglund (Stockholm, 24 december 1929 – aldaar, 8 juli 1975) was een Zweeds profvoetballer die elfmaal voor het nationale team uitkwam. Skoglund speelde acht jaar in de Allsvenskan en bijna veertien jaar in de Serie A, waarvan negen jaar voor Internazionale uit Milaan in de tijd dat zijn landgenoten Gren, Nordahl en Liedholm bij aartsrivaal AC Milan het fameuze aanvalstrio Gre-No-Li vormden. Ondanks dat hij nooit de Guldbollen voor de beste Zweedse speler won, wordt hij gezien als een van de beste en meest begaafde Zweedse voetballers.

## Clubcarrière

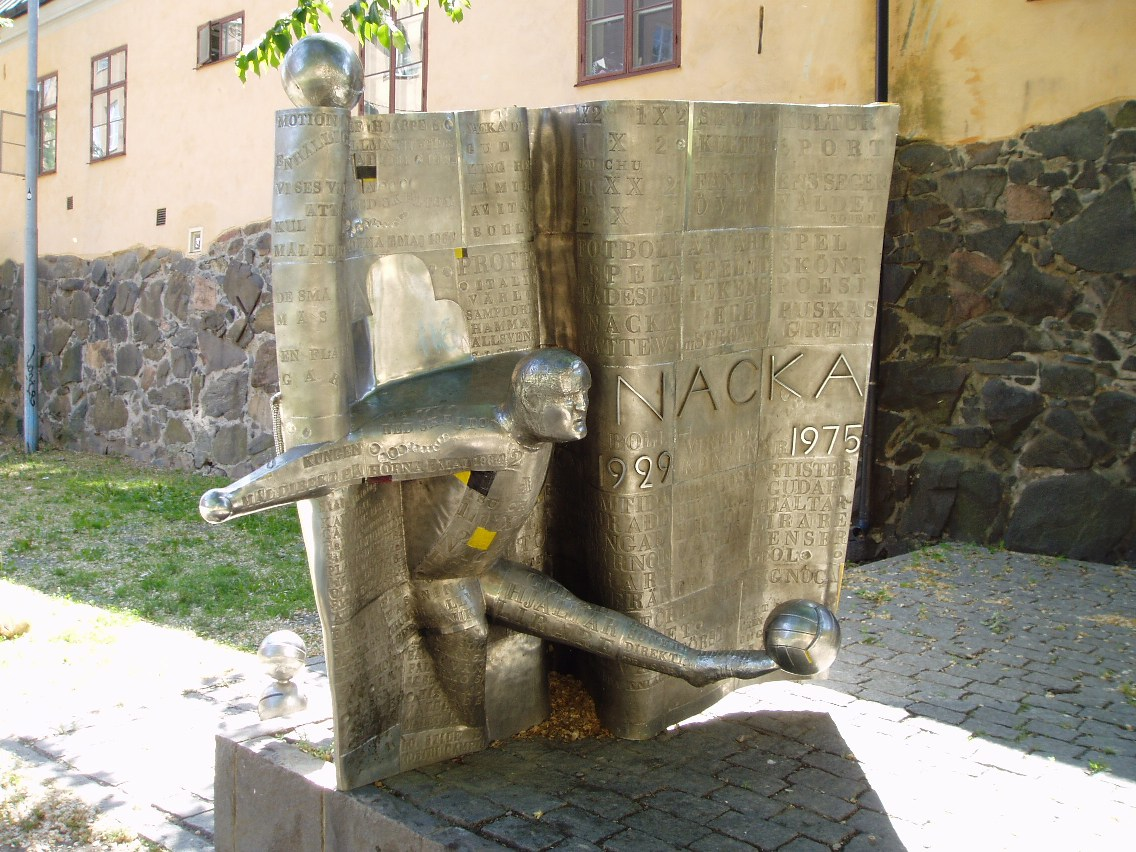
Het standbeeld ter ere van Skoglund op "Nackas hörna", Katarina Bangata, Stockholm

Lennart Skoglund begon zijn voetbalcarrière in 1943 bij IK Stjärnan maar vertrok vanwege de opheffing van de club een jaar later naar Hammarby IF. Bij Hammarby kreeg Skoglund de bijnaam "Nacka" omdat er al een andere Lennart Skoglund speelde. In 1946 debuteerde Skoglund op 16-jarige leeftijd namens Hammarby. Hij speelde er tot 1949 in totaal 57 wedstrijden waarin hij 21 keer het net vond, voordat hij vanwege de slechte financiële situatie bij Hammarby noodgedwongen aan rivaal AIK werd verkocht voor 1.000 kronen en een jas. Bij AIK debuteerde hij na afloop van het WK 1950 in de finale van de Svenska Cupen (3-2 winst over Helsingborgs IF). Skoglund speelde er 5 competitiewedstrijden, waarin hij niet tot scoren kwam, alvorens hij werd verkocht. São Paulo toonde interesse, maar het Braziliaanse bod werd te laag bevonden. Enkele weken later werd Skoglund aan het Italiaanse Internazionale verkocht voor 12 miljoen lire. In zijn tijd als amateurvoetballer in Zweden, verdiende Skoglund zijn geld door te werken als elektricien.
Bij Inter werd Nacka al gauw de publiekslieveling. Bij zijn debuut hielp hij de Nerazzurri aan een 5-1 overwinning op Sampdoria. Een week later scoorde hij twee doelpunten in de Milanese derby (3-2 winst). Tot het kampioenschap kwam het dat jaar niet. Stadsgenoot AC Milan met het Zweeds aanvalstrio Gren-Nordahl-Liedholm wist het Inter van Skoglund en Faas Wilkes één punt voor te blijven. Met István Nyers en Benito Lorenzi in de gelederen wist Intenazionale zowel in 1953 als in 1954 bovenaan de ranglijst te eindigen. In de daaropvolgende jaren werd het gemis van een echte afmaker duidelijk. Inter eindigde tot Nacka's laatste jaar bij de Milanezen (1959) nog maar drie keer in de top vijf. In zijn negen seizoenen bij Inter had de kleine dribbelaar 246 competitiewedstrijden gespeeld waarin hij 57 doelpunten scoorde.
In zijn periode bij Inter groeiden zijn persoonlijke problemen echter met de dag. Skoglund leed aan alcoholisme en raakte in financiële problemen. In 1952 zou hij een taxi gesloopt hebben, in 1956 raakte zijn vrouw ernstig ziek nadat hun dochter dood geboren werd en in 1958 ging zijn café aan de Via Paolo Sarpi failliet. In 1959 besloot Inter dat Nacka verkocht mocht worden nadat hij al meerdere malen op zijn gedrag was aangesprokenen. Sampdoria nam hem voor zo'n 30 miljoen lire over. Bij Sampdoria beleefde hij drie redelijk succesvolle seizoenen waarin hij 78 competitiewedstrijden speelde en vijftienmaal doel trof. Zijn persoonlijke problemen gingen echter onverminderd door. Zo kwam zijn teamgenoot Francesco Morini erachter dat Nacka bij de cornervlag een flesje met whisky bewaarde waaruit hij bij een hoekschop stiekem een slokje nam.
In 1962 vertrok Skoglund naar Palermo. De Sicilianen hadden er evenwel geen vertrouwen in dat hij nuchter kon blijven en lieten hem daarom 24 uur per dag in de gaten houden. Nacka was ongelukkig en verklaarde later dat jaar tegen het Zweedse Aftonbladet dat hij het niet naar zijn zin had in het "negerbyn" ("negerdorp"), verwijzend naar de stilte op straat als in een Afrikaans dorp. Zijn uitlatingen werden echter discriminerend opgevat omdat op Sicilië veel gekleurde mensen woonden. In oktober liep hij stage bij Juventus, maar hij wist de club niet te overtuigen. Uiteindelijk kwam Skoglund maar zes competitiewedstrijden voor Palermo in actie.
Enkele weken later na zijn vertrek kreeg Skoglund samen met zijn twee zonen een ernstig auto-ongeluk onderweg naar Florence. Hij raakte van de weg en de auto gleed een helling af. Nacka kwam er vrij goed van af, maar zijn zonen moesten drie weken in het ziekenhuis verblijven. In 1964 keerde Nacka terug naar Hammarby IF waar hij nog drie en een half seizoenen bleef. Bij zijn rentree scoorde hij na drie minuten al doordat zijn hoekschop ineens achter de doellijn tussen de palen belandde. Met 56 wedstrijden en 7 doelpunten in zijn tweede Hammarby-periode kwam zijn totale aantal competitiewedstrijden voor Hammarby op 113. Zijn privéleven bleef bergafwaarts gaan. Skoglund scheidde van zijn vrouw en zijn zonen bleven in Italië wonen. Om aan geld te komen ging hij muziek maken. Toerend door het land werd hij dronken achter het stuur betrapt, waardoor hij zijn rijbewijs kwijtraakte. De voorzitter van Hammarby besloot hem te helpen en gaf hem een baan in zijn tapijtwinkel. Na twee promoties en twee degradaties verliet Nacka Hammarby en ging hij nog één jaar voetballen bij Kärrtrops IK, waar zijn oudere broer Georg trainer was.
Na zijn voetbalcarrière bleef hij verslaafd aan de drank en hij begon te werken als sneeuwschuiver. In 1972 kon hij dankzij zijn toenmalige vriendin in een boekenwinkel werken, maar toen zij erachter kwam dat hij achter haar rug om bleef drinken, verliet ze hem en werd zijn moeder zijn enige vriend. In 1974 probeerde hij zelfmoord te plegen, maar dit mislukte. In 1975 slaagde hij wel in zijn opzet en stierf hij een eenzame dood op 45-jarige leeftijd. Nacka werd begraven op het Skogskyrkogården en zijn dienst werd bijgewoond door 2.000 mensen. In 1984 werd buiten zijn huis aan de Katarina Bangata in Stockholm een standbeeld onthuld ter nagedachtenis aan Hammarby's beste voetballer aller tijden. Het parkje waar het standbeeld staat, is in 2001 hernoemd naar "Nackas hörna" (Nacka's "hörna"). Het woord "hörna" betekent letterlijk "hoek", maar wordt ook gebruikt om een hoekschop mee aan te duiden, wat een verwijzing is naar Skoglund's doelpunt tijdens zijn rentree voor Hammarby. Op 24 december, Skoglund's geboortedag en tevens kerstavond, komen Hammarby-fans jaarlijks bij het standbeeld bijeen om hem te eren.

## Interlandcarrière

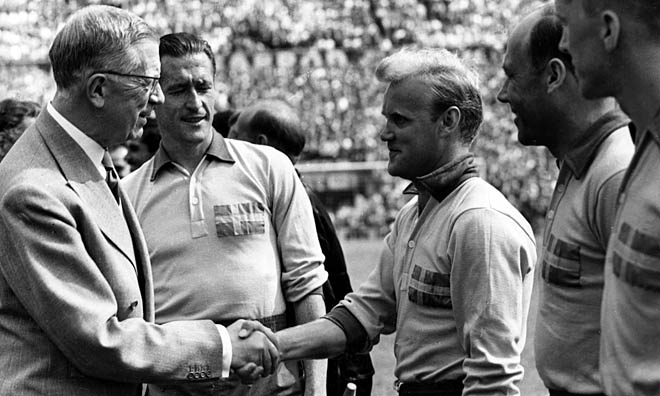
Koning Gustaaf VI Adolf feliciteert "Nacka" met de prestatie van Zweden op het WK 1958

Skoglund maakte in 1950 zijn debuut voor het Zweedse voetbalelftal en ging mee naar het wereldkampioenschap voetbal 1950 in Brazilië, waar hij echter niet in actie kwam. Na zijn vertrek naar Italië later dat jaar werd hij als profvoetballer door bondscoach Putte Kock niet meer opgeroepen voor de Olympische Spelen van twee jaar later, noch voor kwalificatiewedstrijden van het WK 1954. De Scandinaviërs wisten zich overigens niet te plaatsen voor het eindtoernooi in Zwitserland. Onder Kocks opvolger, de Engelsman George Raynor, keerden de Zweedse profvoetballers terug in het nationale elftal en op het WK 1958, georganiseerd door Zweden, speelde Skoglund alle zes de wedstrijden van Zweden, wat zijn totaal naar 10 interlands bracht. In de halve finale tegen West-Duitsland scoorde Skoglund de gelijkmaker - zijn eerste en enige interlanddoelpunt - in de wedstrijd die uiteindelijk met 3-1 werd gewonnen. In de finale bleek het Brazilië van Pelé en Garrincha met 5-2 te sterk in het Råsundastadion in Nacka's geboortestad Stockholm, mede doordat Djalma Santos gedurende de hele wedstrijd Zweden's beste speler moest bewaken en in zijn opzet slaagde. Op 7 oktober 1964 speelde hij nog één interland tegen Polen (3-3).

## Trivia
- Nacka liet desgevraagd regelmatig zien hoeveel gevoel hij in zijn voeten had: hij kon een muntje in zijn eigen borstzak werken door niks anders dan zijn voeten te gebruiken.
- Met een gemiddelde van 0,23 doelpunten per competitiewedstrijd was de behendige linksbuiten vaker de aangever. Desondanks werd hij vaak te egoïstisch genoemd, maar het feit dat hij de verdedigers vaker het bos instuurde dan de bal inleverde, maakte hem alsnog erg geliefd bij de fans.